# S̄
Cette page contient des caractères spéciaux ou non latins. S’ils s’affichent mal (▯, ?, etc.), consultez la page d’aide Unicode.
S̄ (minuscule : s̄), appelé S macron, est un graphème utilisé dans certaines romanisations ALA-LC et BGN/PCGN, dans la romanisation ISO 11940 du thaï et dans la romanisation Yaghoubi du pachto. Il est parfois utilisé dans la romanisation de l’alphabet kharoshthi.
Il s'agit de la lettre S diacritée d'un macron.

## Utilisation
En latin, ‹ s̄ › était utilisé comme abréviation pour sanctus ou sunt, et dans l’abbréviation ‹ s̄n̄ › pour sine.
Dans la romanisation ISO 11940 du thaï, ‹ s̄ › est utilisé pour transcrire ‹ ส ›.

## Représentations informatiques
Le S macron peut être représenté avec les caractères Unicode suivants :
- décomposé (latin de base, diacritiques) :

| formes    | représentations | chaînes de caractères | points de code | descriptions                                 |
| --------- | --------------- | --------------------- | -------------- | -------------------------------------------- |
| capitale  | S̄               | S◌̄                    | U+0053 U+0304  | lettre majuscule latine s diacritique macron |
| minuscule | s̄               | s◌̄                    | U+0073 U+0304  | lettre minuscule latine s diacritique macron |